# Xã Adams, Quận Snyder, Pennsylvania
Xã Adams (tiếng Anh: Adams Township) là một xã thuộc quận Snyder, tiểu bang Pennsylvania, Hoa Kỳ. Năm 2010, dân số của xã này là 907 người.